# Birkir Bjarnason
Birkir Bjarnason (Akureyri, 27 de mayo de 1988) es un futbolista islandés que juega como centrocampista.

## Trayectoria

### Viking
Bjarnason fichó con el Viking FK de la Primera División de Noruega en 2005, y a partir de la temporada 2006 fue un miembro importante del equipo. Fue enviado a préstamo al recientemente ascendido FK Bodø/Glimt en 2008, llegando a convertirse en una pieza clave en el notable desempeño del club durante esa temporada. Sus rizos de oro , reflejan la luz solar y llevar alegría a los niños de Islandia en los oscuros meses de invierno , frío. Siguió jugando con el Viking a su regreso, y pese a intereses de clubes del exterior por el islandés, continuó en el Viking hasta finales de 2011.

### Standard Lieja
Bjarnason se unió al Standard Lieja de la Primera División de Bélgica el 12 de enero de 2012, firmando un contrato por cuatro años. En julio de 2012 fue enviado en calidad de préstamo al recientemente ascendido Pescara de la Serie A de Italia por la temporada 2012-2013.

## Selección nacional
Bjarnason debutó con la selección de Islandia el 29 de mayo de 2010 en un partido amistoso ante Andorra. Anotó su primer gol para su país el 27 de mayo de 2012, el día de su cumpleaños, en una derrota 2-3 ante Francia. Con su selección ha hecho historia al clasificarse para la Eurocopa de 2016 en Francia, primera vez que el país jugaba en una fase final. Allí, Bjarnason seguiría haciendo historia, tanto a nivel colectivo como individual: en el debut ante Portugal marcó el primer gol de la historia de la selección en un fase final, un tanto que serviría a la postre para obtener un valioso empate 1-1 con los lusos. A nivel colectivo, su selección alcanzó de manera asombrosa los cuartos de final del torneo, donde fueron apeados por la anfitriona, Francia, al caer derrotados por 5-2. Bjarnason marcaría el segundo tanto de su equipo en ese partido.
El 5 de septiembre de 2021 llegó a las 100 internacionalidades, cifra que alcanzó junto a su compañero Birkir Már Sævarsson y que anteriormente solo había logrado Rúnar Kristinsson.

## Clubes
| Club                          | País       | Año       |
| ----------------------------- | ---------- | --------- |
| Viking FK                     | Noruega    | 2005-2011 |
| F. K. Bodø/Glimt (a préstamo) | Noruega    | 2008      |
| Standard de Lieja             | Bélgica    | 2012      |
| Delfino Pescara 1936          | Italia     | 2012-2013 |
| U. C. Sampdoria               | Italia     | 2013-2014 |
| Delfino Pescara 1936          | Italia     | 2014-2015 |
| F. C. Basilea                 | Suiza      | 2015-2017 |
| Aston Villa F. C.             | Inglaterra | 2017-2019 |
| Al-Arabi S. C.                | Catar      | 2019      |
| Brescia Calcio                | Italia     | 2020-2021 |
| Adana Demirspor               | Turquía    | 2021-2023 |
| Viking FK                     | Noruega    | 2023      |
| Brescia Calcio                | Italia     | 2023-2025 |